# クリス・アイザック

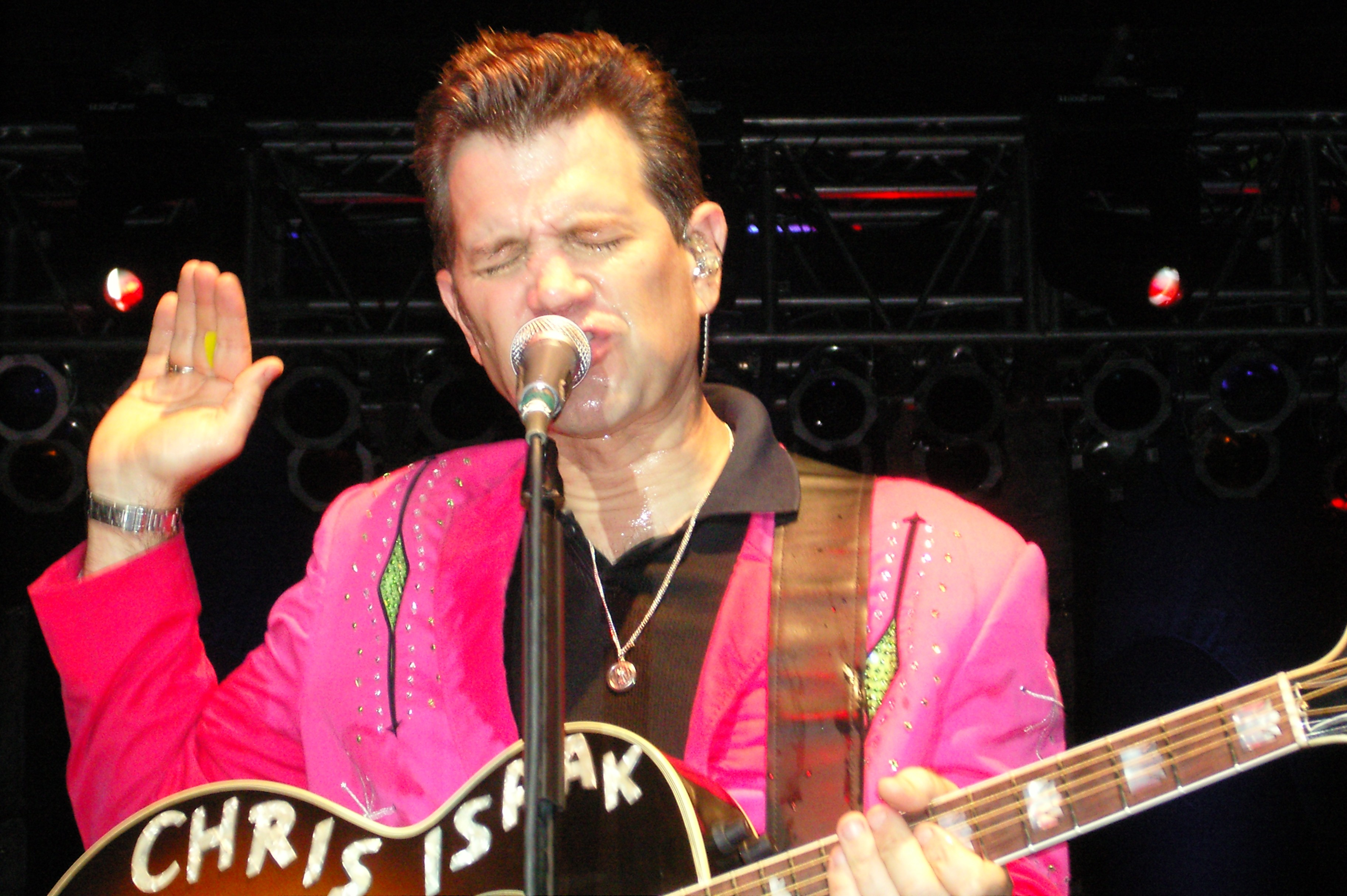
クリス・アイザック

クリス・アイザック（Chris Isaak、1956年6月26日 - ）は、アメリカ合衆国カリフォルニア州出身のシンガーソングライター、俳優。父方から黒海ドイツ人の血を、母方からイタリア系の血を引いている。

## 略歴
1985年にシンガーとしてのデビューを飾るが、その端正なルックスに目をつけられ、1988年にジョナサン・デミ監督の『愛されちゃって、マフィア』で俳優としてもデビュー。以降、『羊たちの沈黙』や『ツイン・ピークス ローラ・パーマー最期の七日間』といった話題作に出演してキャリアを重ね、1993年にはベルナルド・ベルトルッチ監督の『リトル・ブッダ』で主役の一人を務めた。
一方、シンガーとしては、1991年にアルバム『ウィッキド・ゲーム』（Heart Shaped World）が売り上げ100万枚に達し、プラチナ・ディスクを獲得。ここからシングル・カットされた表題曲「Wicked Game」のプロモーションビデオ（撮影監督はハーブ・リッツ）において、人気モデルのヘレナ・クリステンセンとラブシーンを演じて話題を呼び、アルバムのプロモーションに大きな効果を上げた。
同曲はまた、デヴィッド・リンチ監督の『ワイルド・アット・ハート』の中でも印象的に用いられている。当時リンチ監督の秘蔵っ子と言われていたシンガーのジュリー・クルーズは、フェイヴァリット・アーティストの一人として彼の名を挙げている。
1999年にはシングル「ベイビー・ディド・ア・バッド・バッド・シング（Baby Did a Bad, Bad Thing）」がスタンリー・キューブリック監督の『アイズ・ワイド・シャット』に用いられ、そのプロモーションビデオ（共演はレティシア・カスタ）において再びハーブ・リッツと組んでいる。以降もコンスタントにアルバム・リリースと映画出演を重ね、米ショウビズ界にユニークなキャリアを残している。

## ディスコグラフィ

### スタジオ・アルバム
- 『シルヴァートーン』 - Silvertone (1985年)
- 『クリス・アイザック』 - Chris Isaak (1986年)
- 『ウィキッド・ゲーム』 - Heart Shaped World (1989年) ※「ウィッキド・ゲーム（Wicked Game）」を収録
- 『サンフランシスコ・デイズ』 - San Francisco Days (1993年)
- 『フォーエヴァー・ブルー』 - Forever Blue (1995年) ※「ベイビー・ディド・ア・バッド・バッド・シング（Baby Did a Bad, Bad Thing）」を収録
- 『バッハ・セッションズ』 - Baja Sessions (1996年)
- 『スピーク・オブ・ザ・デヴィル』 - Speak of the Devil (1998年)
- 『オールウェイズ・ガット・トゥナイト』 - Always Got Tonight (2002年)
- Christmas (2004年)
- Mr. Lucky (2009年)
- Beyond the Sun (2011年)
- First Comes the Night (2015年)

### ライブ・アルバム
- Live in Australia (2008年)
- Live at the Fillmore (2010年)

### コンピレーション・アルバム
- 『ザ・ベスト・オブ・クリス・アイザック』 - Wicked Game (1991年)
- 3 for One (2000年)
- 『ベスト・オブ・ベスト』 - Best of Chris Isaak (2006年)

## 主な出演作品

### 映画
| 公開年 | 邦題 原題                                                                   | 役名                             | 備考 |
| ------ | --------------------------------------------------------------------------- | -------------------------------- | ---- |
| 1988   | 愛されちゃって、マフィア Married to the Mob                                 | 道化                             |      |
| 1991   | 羊たちの沈黙 The Silence of the Lambs                                       | SWATの司令官                     |      |
| 1992   | ツイン・ピークス ローラ・パーマー最期の七日間 Twin Peaks: Fire Walk with Me | 特別捜査官チェスター・デズモンド |      |
| 1993   | リトル・ブッダ Little Buddha                                                | ディーン・コンラッド             |      |
| 1996   | グレイス・オブ・マイ・ハート Grace of My Heart                              | マシュー・ルイス                 |      |
| 1996   | すべてをあなたに That Thing You Do!                                         | ボブおじさん                     |      |
| 2004   | ア・ダーティ・シェイム A Dirty Shame                                        | ヴォーン                         |      |
| 2008   | インフォーマーズ セックスと偽りの日々 The Informers                         | レス・プライス                   |      |

### テレビシリーズ
| 放映年 | 邦題 原題                                                    | 役名           | 備考                      |
| ------ | ------------------------------------------------------------ | -------------- | ------------------------- |
| 1996   | フレンズ Friends                                             | ロブ           | 第2シーズン第12話         |
| 1998   | フロム・ジ・アース/人類、月に立つ From the Earth to the Moon | エド・ホワイト | ミニシリーズ              |
| 2003   | エド Ed                                                      |                | 第3シーズン第13話のみ登場 |